# 페레스벳
페레스벳(Peresvet)은 러시아의 차량형 레이저 무기이다.

## 역사
유리 보리소프 러시아 국방부 차관은 러시아 과학자들이 '몇 분의 1초 내에' 적 무기를 타격하도록 필요한 에너지를 집중하는 방법을 알아냈다고 말했다.
2018년 12월 18일, 푸틴 대통령은 러시아 국방부에서, 아방가르드 극초음속 활공기 생산, RS-28 사르마트 미사일 시험발사 성공, Kh-47M2 킨잘(단도) 극초음속 공대공 미사일 및 페레스벳 전투용 레이저 시스템 실험 등 새로운 무기 개발에서 큰 진전을 이루었다고 밝혔다. 이러한 무기 개발로 러시아군의 잠재력은 몇배로 늘었으며 향후 수십년 간 러시아 안보를 보장할 수 있는 믿음을 주게 됐다고 말했다.